# ما زونگچینگ
ما زونگچینگ (انگلیسی: Ma Zongqing؛ زادهٔ ۲۲ ژوئیهٔ ۱۹۷۵) بازیکن بسکتبال زن اهل چین بود. وی در بازی‌های المپیک تابستانی ۱۹۹۶ شرکت کرده‌است.